# Sphagnum pluriporosum
Sphagnum pluriporosum är en bladmossart som beskrevs av H. Crum 1994. Sphagnum pluriporosum ingår i släktet vitmossor, och familjen Sphagnaceae. Inga underarter finns listade i Catalogue of Life.